# 광식이 동생 광태
"광식이 동생 광태"는 2005년 공개된 대한민국의 영화이다.

## 캐스팅
- 김주혁: 유광식 역
- 봉태규: 유광태 역
- 이요원: 고윤경 역
- 김아중: 이경재 역
- 정경호: 김일웅 역
- 김형민: 배의동 역
- 김효주: 참배객 역
- 민도기: 통닭 남자 역
- 박팔영: 늙은 할아버지 역
- 박통일: 일웅 부 역
- 이림: 노래방 아줌마 역
- 하지영: 까진 여후배 1 역
- 박선민: 까진 여후배 2 역
- 박은미: 까진 여후배 3 역
- 함재석: 동아리 남 1 역
- 김대종: 동아리 남 2 역
- 차성훈: 카페 남종업원 역
- 서하나: 카페 여종업원 역
- 김준우: 비디오 가게 손님 역
- 정소윤: 커피빈 여종업원 역
- 최은정: 명찬 신부 역
- 최현성: 강원도 신랑 역
- 유정민: 강원도 신부 역
- 이동제: 택시기사 역
- 이대연: 의사 역(특별출연)
- 박철민: 지배인 역(특별출연)
- 김일웅: 강명찬 역(특별출연)

## 수상
- 2006년 제7회 전주국제영화제 시네마페스트 야외상영
- 2006년 제5회 대한민국 영화대상 편집상, 각본각색상
- 2006년 제27회 청룡영화상 신인여우상
- 2006년 제42회 백상예술대상 영화 여자신인연기상
- 2006년 제9회 상하이국제영화제 국제영화 파노라마
- 2006년 제8회 우디네 극동영화제 한국영화
- 2006년 제5회 뉴욕 한국 영화제 상영작
- 2006년 제20회 후쿠오카 아시아 영화제 상영작